# Carta de Aristeias

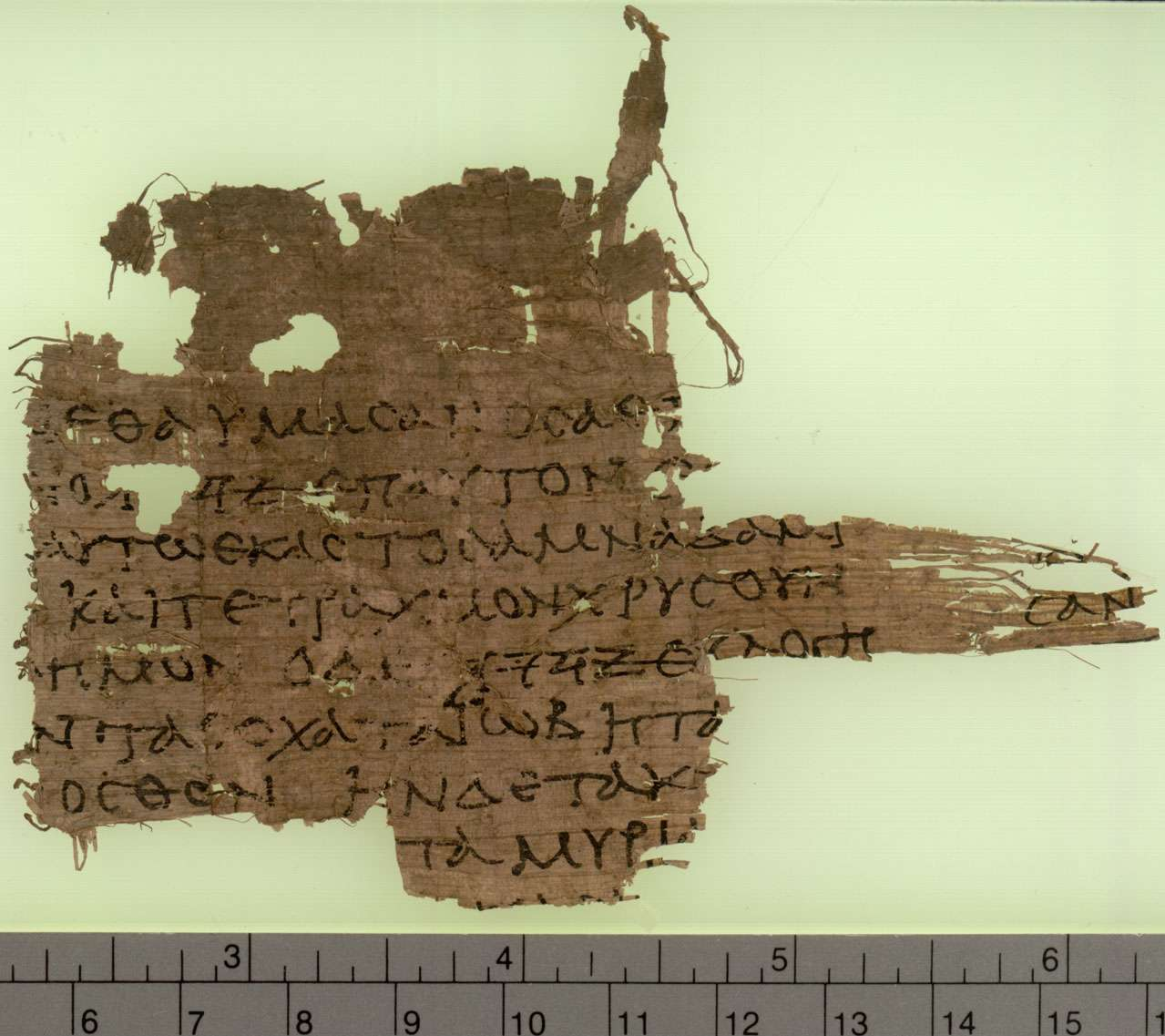
Papiro LXX Oxyrhynchus 3522, um fragmento da Septuaginta

A Carta de Aristeias, ou Carta a Filócrates é uma obra helenística do século II a.C., incluída entre os livros apócrifos, e trata da elaboração da Septuaginta, tradução em grego dos livros da Bíblia hebraica. 
Flávio Josefo, que faz uma paráfrase de dois quintos da carta em suas Antiguidades Judaicas, atribui sua autoria a um certo Aristeias, membro da corte de Ptolomeu II Filadelfo, e dirigida a um tal Filócrates. A obra descreve o processo de tradução para o grego antigo da Torá judaica por setenta e dois sábios enviados ao Egito por Jerusalém a pedido do bibliotecário de Alexandria. O trabalho resultaria na tradução conhecida como Septuaginta. Embora o relato tenha sido considerado fictício, e portanto seu autor recebe o nome de pseudo-Aristeias, este é o primeiro texto que menciona a  Biblioteca de Alexandria.
Conservam-se hoje vinte cópias manuscritas antigas dessa carta, além das citações em Flávio Josefo, Eusébio de Cesareia e Filo de Alexandria.

## Conteúdo da carta

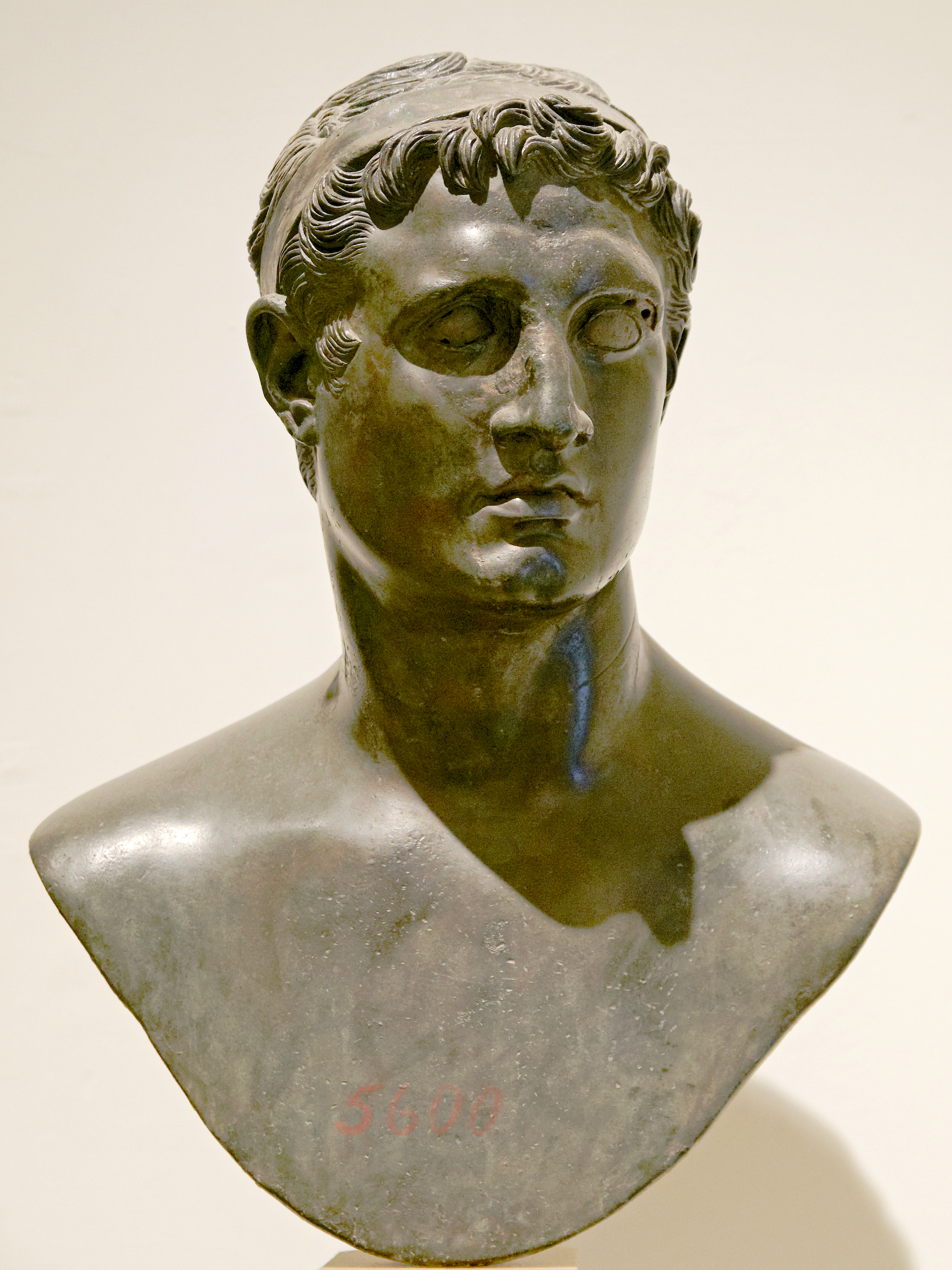
Ptolomeu II Filadelfo

A obra conta como o rei do Egito, supostamente Ptolomeu II, teria recebido de seu bibliotecário Demétrio de Faleros um pedido para traduzir a Bíblia hebraica, o Pentateuco, e seus comentários (a Torá) para o grego, aumentando a coleção de obras da Biblioteca de Alexandria com os conhecimentos do povo hebreu. O rei dá apoio à iniciativa de Demétrio, liberta os judeus escravizados por seus antecessores e envia presentes para o Templo de Jerusalém. O sumo sacerdote elege seis sábios de cada uma das doze tribos, em um total de setenta e dois tradutores. Eles viajam para Alexandria, onde o rei os recebe e, durante setenta dias, formula a eles perguntas de caráter filosófico, cujas respostas são dadas de forma extensa. Os 72 tradutores terminam sua tarefa em exatamente 72 dias. Quando os judeus de Alexandria descobrem que a lei hebraica havia sido traduzida para o grego, pedem cópias e rogam uma maldição a todo aquele que deturpar a tradução do texto. O rei dá presentes aos tradutores e os envia de volta à sua terra.
Um dos objetivos principais do autor parece ser o de estabelecer a superioridade do texto grego da Septuaginta sobre qualquer outra versão da Bíblia hebraica. O autor é notoriamente pró-grego: retrata Zeus como outro nome de Yahveh e, embora critique a idolatria e a ética sexual grega, não se trata de um ataque direto, mas sim de um pedido de mudança. A forma com que o autor se concentra em descrever o judaísmo, e em particular o Templo de Jerusalém, pode ser vista como uma tentativa de proselitismo.

## Crítica à autoria
O humanista Juan Luis Vives, escrevendo no século XVI, faz uma análise filológica em sua obra XXII libri de Civitate Dei Commentaria (1522), afirmando que a carta seria uma falsificação. A carta teria sido escrita por um autor que havia vivido 50 anos após a morte de Ptolomeu II, e apresentaria diversas inconsistências e anacronismos, reforçados por Humphrey Hody alguns séculos depois, em sua obra Contra historiam Aristeae de LXX interpretibus dissertatio. Hody argumentava que a obra era uma falsificação feita por um judeu helenizado, entre 170 e 130 a.C., escrita para dar autoridade à Septuaginta. Embora Isaac Vossius (1618-1689), bibliotecário da rainha Cristina da Suécia, tenha publicado uma refutação a essa teoria no apêndice da sua edição de Pompônio Mela, os estudiosos modernos se posicionam unanimemente com Vives e Hody.